# Overpelt
Overpelt (Limburgisch: Pelt) ist ein Ortsteil der belgischen Gemeinde Pelt (in die Kempen der Provinz Limburg in der Region Flandern) mit 15.478 Einwohnern (Stand 1. Januar 2018). Der Ort befindet sich unweit der Grenze zu den Niederlanden, 25 km südlich von Eindhoven. Bis zum 1. Januar 2019 war Overpelt eine eigenständige Gemeinde.

## Geografie
Overpelt wird vom benachbarten Neerpelt getrennt von der Dommel, einem Nebenfluss der Maas. An der Dommel in Overpelt liegen vier Wassermühlen, davon wurden zwei, die Kleinmolen und Wedelse Molen, schon im Jahre 710 erwähnt.

## Zinkfabrik
Overpelt ist Standort einer bedeutenden Zinkfabrik von Umicore. Sie wurde 1888 vom deutschen Industriellen Wilhelm Schulte gegründet. Schulte bekam keine Genehmigung für den Bau seines Werks im Ruhrgebiet, da die Aktivitäten in Deutschland schon damals als zu umweltverschmutzend betrachtet wurden.
Im rein ländlichen Overpelt mit seinem unwirtschaftlichen Sandboden, seiner Heide und Wäldern war man über Schulte's Fabrik erfreut, da sie zusammen mit dem neuen Maas-Schelde-Kanal und der Eisenbahn Antwerpen-Mönchengladbach (der sogenannten Baumwollebahn) die Gegend industrialisierte. Nach dem Ersten Weltkrieg wurde das Werk nationalisiert. Seit 1989 ist es Teil der heutigen Umicore.

## Umweltverschmutzung
Die Zinkfabrik von Umicore hat, zusammen mit ähnlichen Werken in Lommel, Balen und Budel, den Boden stark mit Cadmium verunreinigt. Es darf in Overpelt kein eigenes Bodenwasser getrunken werden; vom Verzehr von Gemüse aus eigenen Gärten wird abgeraten. Ein hoher Anteil von Krebsfällen in der örtlichen Bevölkerung wird den Zinkwerken zugeschrieben, hat aber wissenschaftlich nie bewiesen werden können.
Im Jahr 2004 unterzeichnete Umicore eine Vereinbarung mit der flämischen Regierung, wonach das Unternehmen die Kosten für die Sanierung der Boden- und Grundwasserkontaminierung in und um die vier Werke übernimmt. Nach eingehenden Bodenuntersuchungen wurde im Herbst 2006 mit der Sanierung der stillgelegten Produktionsflächen in Overpelt begonnen.

## Operation Market Garden
Vom Gelände der Zinkfabrik eroberten alliierte Truppen 1944 Joe’s Bridge, Sprungbrett für die Landtruppen der Operation Market Garden.

## Gewerbegebiet
Heute befindet sich im Umkreis der Zinkfabrik von Umicore nahe dem Ortsteil Overpelt-Fabriek ein bedeutendes Gewerbegebiet für die ganze Region, der sogenannte Nolimpark von 1961. Es handelt sich um eines der ersten Industriegebiete von Belgien. Der Ort Overpelt hat sich dementsprechend zu einer Kleinstadt entwickelt, zusammen mit dem benachbarten Neerpelt.

## Persönlichkeiten
- Gérard Loncke (1905–1979), Radrennfahrer